# بطولة الأمم الست 2015
بطولة الأمم الستة 2015 (بالإنجليزية: 2015 Six Nations Championship)‏ هو موسم من بطولة الأمم الستة. أقيم خلال الفترة 6 فبراير 2015 وحتى 21 مارس 2015، وفاز فيه منتخب أيرلندا الوطني لاتحاد الرغبي.